# Дивне кохання Марти Айверс
«Дивне кохання Марти Айверс» (англ. The Strange Love of Martha Ivers) — американський драматичний фільм, в стилі нуар 1946 режисера Льюїса Майлстоуна. Стрічка знаходиться в суспільному надбанні в США. Дебют Кірка Дугласа у кіно.

## Синопсис
Марта Айверс наважується на втечу, щоб без будь-яких перешкод бути зі своїм коханим, якого не дуже-то й схвалюють родичі. Але доля вносить свої корективи. Дівчина випадково позбавляє життя свою багату тітку й стає володаркою великого статку, а її хлопець кудись загадковим чином зникає.

## Ролі
| Актор           | Роль                   |
| --------------- | ---------------------- |
| Барбара Стенвік | Марта Айверс           |
| Ван Гефлін      | Сем Мастерсон          |
| Лізабет Скотт   | Антонія (Тоні) Марачек |
| Кірк Дуглас     | Волтер О'Ніл           |
| Джудіт Андерсон | Місіс Айверс           |
| Роман Боен      | Містер О'Ніл           |
| Мікі Кун        | Волтер в юності        |

## Номінації
У 1947 році фільм номінувався на здобуття премії Оскар за найкращий сценарій.

## Знімальна група
- Режисер — Льюїс Майлстоун
- Сценарист — Джон Патрік, Роберт Россен
- Продюсер — Гел Волліс
- Композитор — Міклош Рожа